# Черешняк, Петер
Петер Черешняк (словац. Peter Čerešňák; род. 26 января 1993, Тренчин) — словацкий хоккеист, защитник клуба чешской хоккейной лиги «Динамо» из Пардубице (с 2022 года). Игрок сборной Словакии по хоккею с шайбой. Бронзовый призёр Олимпийских игр 2022 года.

## Клубная карьера
Петер Черешняк начал свою карьеру в своем родном городе в ХК «Дукла Тренчин», в сезоне 2010/11 годов дебютировал в словацкой Экстралиге. По окончании сезона он был выбран командой Национальной хоккейной лиги (НХЛ) «Нью-Йорк Рейнджерс» в шестом раунде драфта НХЛ на 172-й позиции. Впоследствии он переехал в Северную Америку и играл два сезона в Хоккейной лиге Онтарио (ОХЛ) за "Питерборо Питс". После чего вернулся в клуб своего родного города ХК «Дукла Тренчин».
В сезоне 2014/15 годов Петер Черешняк перешел в чешский ХК «Витковице».
В сезоне 2016/17 годов защитник перешёл в ХК «Шкода» из Пльзени. Со своей новой командой он смог выйти в предварительный раунд плей-офф чешской лиги, в четвертьфинале уступили команде «Били Тигржи» из Либереца. В сезоне 2018/19 годов он снова вместе с клубом вышел в плей-офф, где в полуфинале уступили будущим чемпионам ХК «Оцеларжи Тршинец».
В сезоне 2020/21 годов режим плей-офф чешской Экстралиги несколько изменился, и Петер Черешняк вместе со своей командой, несмотря на пятое место в основном раунде, был вынужден выйти в предварительный плей-офф. Там команда неожиданно проиграла в серии ХК «Оломоуц» со счетом 0:3. В следующем сезоне 2021/22 годов ему и его команде снова пришлось участвовать в предварительном раунд плей-офф чешской лиги, и снова уступили на сей раз ХК «Млада Болеслав». В конце сезона он был признан лучшим защитником сезона.
В сезоне 2022/23 годов Петер Черешняк перешел в ХК "Пардубице".

## Карьера в сборной
В декабре 2010 года был вызван в молодёжную сборную Словакии для участия в чемпионате мира, на котором словаки стали восьмыми. В 2012 (6-е место) и 2013 (8-е место) годах Петер также играл в составе молодёжной сборной Словакии на чемпионатах мира среди молодёжных команд.
В 2014 году был вызван в первую национальную сборную для участия в чемпионате мира, который проходил в Минске. Сборная Словакии заняла итоговое 9-е место.
В 2017 году вновь приглашён в сборную для участия в чемпионате мира, который состоялся в Германии и Франции. Сборная Словакии провалила турнир и заняла только 14-е место, спасшись от вылета в низший дивизион благодаря победе над сборной Италии 8:1.
В 2018 году Черешняк был вызван в олимпийскую сборную Словакии для участия в зимних Олимпийских играх в Южной Кореи. Сам защитник сыграл все четыре матча, забил две шайбы и выполнил две результативные передачи. Команда же заняла итоговое 11-е место.
В 2021 помог Словакии завоевать путёвку на хоккейный олимпийский турнир в Пекин. В 2022 году был приглашён в состав олимпийской сборной Словакии для участия в играх в Пекине, где сборная Словакии завоевала бронзовые медали, а Черешняк был одним из триумфаторов того турнира, сыграв семь матчей и сделав пять результативных передач.
Петер был приглашён в сборную Словакии для участия в чемпионате мира 2022 года, где команда стала восьмой.
В 2024 году вновь приглашён в состав первой национальной сборной Словакии для участия в чемпионате мира, который состоялся в Чехии.